# Вітрильний спорт на літніх Олімпійських іграх 1952
Змагання з вітрильного спорту на літніх Олімпійських іграх 1952 в Гельсінках тривали з 20 до 28 липня поблизу берегів Гармаї. Розіграно 5 комплектів нагород у відкритих дисциплінах, тобто жінки могли змагатися нарівні з чоловіками.

## Країни
| Аргентина (ARG)         | Австралія (AUS)  | Австрія (AUT)   |
| Багамські Острови (BAH) | Бельгія (BEL)    | Бразилія (BRA)  |
| Канада (CAN)            | Куба (CUB)       | Данія (DEN)     |
| Іспанія (ESP)           | Фінляндія (FIN)  | Франція (FRA)   |
| Велика Британія (GBR)   | Німеччина (GER)  | Греція (GRE)    |
| Ірландія (IRL)          | Італія (ITA)     | Японія (JPN)    |
| Монако (MON)            | Нідерланди (NED) | Норвегія (NOR)  |
| Португалія (POR)        | ПАР (RSA)        | Швейцарія (SUI) |
| Швеція (SWE)            | СРСР (URS)       | Уругвай (URU)   |
| США (USA)               | Югославія (YUG)  |                 |

## Медальний залік
| Дисципліна      | Золото                                                                                                 | Срібло                                                                                    | Бронза                                                                                         |
| --------------- | --- | ----------------------------------------------------------------------------------------- | ---------------------------------------------------------------------------------------------- |
| 1952: Фінн      | Данія (DEN) · Пауль Ельвстрем                                                                          | Велика Британія (GBR) · Чарлз Керрі                                                       | Швеція (SWE) · Ріккард Сарбю                                                                   |
| 1952: Зоряний   | Італія (ITA) · Агостіно Страуліно · Ніколо Роде                                                        | США (USA) · Джон Прайс · Джон Рід                                                         | Португалія (POR) · Жоакім Фіуза · Франсішку де Андраде                                         |
| 1952: Дракон    | Норвегія (NOR) · Тор Торвальдсен · Гокон Барфод · Сіґве Лі                                             | Швеція (SWE) · Пер Едда · Ерланд Альмквіст · Сідні Больдт-Крістмас                        | Німеччина (GER) · Теодор Томзон · Еріх Натуш · Ґеорґ Новка                                     |
| 1952: 5,5 метра | США (USA) · Бріттон Чанс · Майкл Шоттл · Едґар Вайт · Самнер Вайт                                      | Норвегія (NOR) · Петер Лунде · Вібеке Лунде · Берре Фалкум-Гансен                         | Швеція (SWE) · Фольке Вассен · Карл-Ерік Ольсон · Маґнус Вассен                                |
| 1952: 6 метрів  | США (USA) · Герман Вайтон · Еверард Ендт · Джон Морґан · Ерік Ріддер · Джуліан Рузвелт · Емелін Вайтон | Норвегія (NOR) · Фінн Фернер · Тор Арнеберґ · Юган Фернер · Ерік Гейберґ · Марл Мортенсен | Фінляндія (FIN) · Ернст Вестерлунд · Раґнар Янссон · Йонас Конто · Рольф Туркка · Пауль Шеберґ |

## Таблиця медалей
| Місце               | Країна                | Золото | Срібло | Бронза | Загалом |
| ------------------- | --------------------- | ------ | ------ | ------ | ------- |
| 1                   | США (USA)             | 2      | 1      | 0      | 3       |
| 2                   | Норвегія (NOR)        | 1      | 2      | 0      | 3       |
| 3                   | Італія (ITA)          | 1      | 0      | 0      | 1       |
| 3                   | Данія (DEN)           | 1      | 0      | 0      | 1       |
| 5                   | Швеція (SWE)          | 0      | 1      | 2      | 3       |
| 6                   | Велика Британія (GBR) | 0      | 1      | 0      | 1       |
| 7                   | Німеччина (GER)       | 0      | 0      | 1      | 1       |
| 7                   | Португалія (POR)      | 0      | 0      | 1      | 1       |
| 7                   | Фінляндія (FIN)       | 0      | 0      | 1      | 1       |
| Загалом (9 збірних) | Загалом (9 збірних)   | 5      | 5      | 5      | 15      |